# Titus (série télévisée)
Pour les articles homonymes, voir Titus.
Titus est une sitcom américaine en 54 épisodes de 22 minutes créée par Christopher Titus, Jack Kenny et Brian Hargrove, diffusée entre le 20 mars 2000 et le 12 août 2002 sur le réseau Fox.
En France, la série a été diffusée à partir du 1er septembre 2001 sur Canal+. Elle reste inédite dans les autres pays francophones.

## Synopsis
La vie de Christopher Titus et de sa famille dysfonctionnelle narrée par lui-même.

## Distribution

### Acteurs principaux
- Christopher Titus (VF : Antoine Nouel) : Christopher Titus
- Cynthia Watros (VF : Rafaèle Moutier) : Erin Fitzpatrick
- Zack Ward (VF : Stéphane Ronchewski) : Dave Titus alias Dave Scovill
- Adam Hicks : Dave Titus enfant
- Stacy Keach (VF : Bernard Tiphaine) : Ken Titus
- David Shatraw (en) (VF : Guillaume Lebon) : Tommy Shafter

### Acteurs secondaires
- Frances Fisher (VF : Michelle Bardollet) : Juanita Titus
- Rachel Roth (de) (VF : Laurence Sacquet) : Amy Fitzpatrick

- Version française
Société de doublage : Studio SOFI[1]
Direction artistique : Antoine Nouel[1]

 Source et légende : version française (VF) sur RS Doublage et Doublage Séries Database